# Christos Mandas
Christos Mandas (řecky: Χρήστος Μανδάς, * 17. září 2001) je řecký profesionální fotbalista, který hraje na pozici brankáře za italský klub SS Lazio a řecký národní tým.

## Klubová kariéra

### Atromitos
Dne 28. listopadu 2017 Mandas debutoval profesionálně v Řeckém poháru za Atromitos proti Spartě. Dne 30. září 2019 prodloužil s klubem smlouvu do léta 2022 s výkupní klauzulí ve výši 2 000 000 eur.

### OFI Kréta
Dne 31. ledna 2022 klub OFI Kréta oficiálně oznámil podpis smlouvy s Mandasem do léta 2026.

### Lazio
Dne 1. září 2023 se Mandas oficiálně připojil k Laziu za nezveřejněný poplatek.

## Reprezentační kariéra
Mandas debutoval za národní tým Řecka 11. června 2024 v přátelském utkání proti Maltě v rakouském Grödigu. V 82. minutě při vítězství Řecka 2:0 nahradil Konstantinose Tzolakise.

## Statistiky

### Klubové
Platí k zápasu hranému 25. února 2025.
| Klub              | Sezóna            | Liga              | Liga   | Liga | Národní pohár | Národní pohár | Kontinentální | Kontinentální | Ostatní | Ostatní | Celkově | Celkově |
| Klub              | Sezóna            | Soutěž            | Zápasy | Góly | Zápasy        | Góly          | Zápasy        | Góly          | Zápasy  | Góly    | Zápasy  | Góly    |
| ----------------- | ----------------- | ----------------- | ------ | ---- | ------------- | ------------- | ------------- | ------------- | ------- | ------- | ------- | ------- |
| Atromitos         | 2017/18           | Řecká Superliga   | 1      | 0    | 1             | 0             | —             | —             | —       | —       | 2       | 0       |
| Atromitos         | 2018/19           | Řecká Superliga   | 1      | 0    | 1             | 0             | 0             | 0             | —       | —       | 2       | 0       |
| Atromitos         | 2019/20           | Řecká Superliga   | 12     | 0    | 1             | 0             | 0             | 0             | —       | —       | 13      | 0       |
| Atromitos         | 2020/21           | Řecká Superliga   | 14     | 0    | 2             | 0             | —             | —             | —       | —       | 16      | 0       |
| Atromitos         | 2021/22           | Řecká Superliga   | 0      | 0    | 0             | 0             | —             | —             | —       | —       | 0       | 0       |
| Atromitos         | Celkově           | Celkově           | 28     | 0    | 5             | 0             | 0             | 0             | —       | —       | 33      | 0       |
| OFI Kréta         | 2021/22           | Řecká Superliga   | 1      | 0    | 0             | 0             | —             | —             | —       | —       | 1       | 0       |
| OFI Kréta         | 2022/23           | Řecká Superliga   | 26     | 0    | 0             | 0             | —             | —             | —       | —       | 26      | 0       |
| OFI Kréta         | 2023/24           | Řecká Superliga   | 2      | 0    | 0             | 0             | —             | —             | —       | —       | 2       | 0       |
| OFI Kréta         | Celkově           | Celkově           | 29     | 0    | 0             | 0             | —             | —             | —       | —       | 29      | 0       |
| Lazio             | 2023/24           | Serie A           | 9      | 0    | 3             | 0             | 0             | 0             | 0       | 0       | 12      | 0       |
| Lazio             | 2024/25           | Serie A           | 1      | 0    | 2             | 0             | 7             | 0             | —       | —       | 10      | 0       |
| Lazio             | Celkově           | Celkově           | 10     | 0    | 5             | 0             | 7             | 0             | —       | —       | 22      | 0       |
| Celkově v kariéře | Celkově v kariéře | Celkově v kariéře | 66     | 0    | 10            | 0             | 7             | 0             | 0       | 0       | 83      | 0       |

### Reprezentační
Platí k zápasu hranému 11. června 2024.
| Národní tým | Rok     | Zápasy | Góly |
| ----------- | ------- | ------ | ---- |
| Řecko       | 2024    | 1      | 0    |
| Celkově     | Celkově | 1      | 0    |